# All India Forward Bloc
All India Forward Bloc (AIFB, bengalisch সারা ভারত ফরওয়ার্ড ব্লক, Hindi ऑल इंडिया फार्वर्ड ब्लाक, „Gesamtindischer Fortschritts-Block“) ist eine politische Partei in Indien. Sie tritt für eine sozialistische Gesellschaftsordnung mit spezifisch indischer Prägung ein. Obwohl die Partei heute nur noch eine gewisse regionale Bedeutung im indischen Bundesstaat Westbengalen besitzt, gehört sie zu den ältesten und traditionsreichsten Parteien Indiens.

## Parteigeschichte

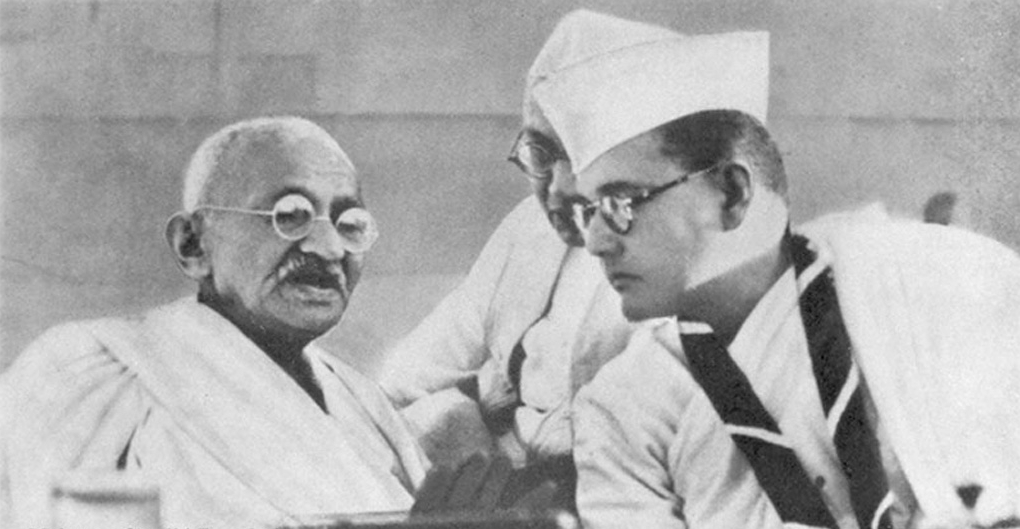
Mahathma Gandhi mit Subhash Chandra Bose (rechts) im Jahr 1938, ein Jahr vor der Gründung des All India Forward Bloc

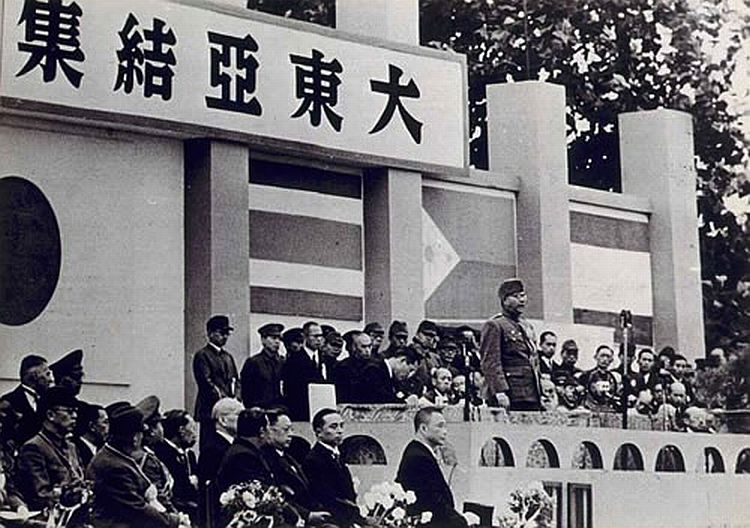
Bose als Vorsitzender der provisorischen indischen Exil-Regierung bei einer Ansprache in Tokio 1943

Der AIFB wurde am 3. Mai 1939 zunächst als Fraktion innerhalb der indischen Kongresspartei durch Subhash Chandra Bose gegründet. Bose war lange Zeit ein führender Politiker der Kongresspartei gewesen und war 1937 und 1939 jeweils zum Präsidenten derselben gewählt worden. In der Frage des Widerstands gegen die britische Kolonialherrschaft in Indien vertrat Bose deutlich radikalere Positionen als Gandhi. Bose befürwortete auch den offenen Widerstand gegen die Kolonialherren, während Gandhi nur ein ausschließlich gewaltfreies Vorgehen akzeptieren wollte. Außerdem suchte Bose Unterstützung auch außerhalb Indiens um die Unabhängigkeit Indiens gegebenenfalls in einem Freiheitskampf mit äußerer Hilfe zu erlangen und lehnte die Teilnahme Indiens im Rahmen des Britischen Empire an dem sich abzeichnenden kommenden Weltkrieg entschieden ab. Wegen dieser Differenzen wurde Bose auf Betreiben Gandhis innerhalb der Kongresspartei isoliert. Daraufhin trat Bose am 29. April 1939 von seinem Präsidentenamt zurück und proklamierte wenig später auf einer politischen Veranstaltung in Kalkutta die Gründung des All India Forward Bloc.
Auf dem ersten Parteikongress des AIFB vom 18. bis 22. Juni 1940 in Nagpur wurden ein Parteiprogramm, in dem sich der AIFB als sozialistische Partei definierte, sowie Maßnahmen zur Förderung der lokalen Selbstverwaltung und zur Unterstützung von Widerstandsbewegungen gegen die britische Herrschaft beschlossen. Der 22. Juni 1940 wird daher vom heutigen AIFB als eigentliches Datum der Parteigründung betrachtet. Das Ideal Boses, das in dem Parteiprogramm zum Ausdruck kam, war eine sozialistische Gesellschaft mit nationalindischer Prägung unter der Parole „Freiheit, Demokratie und Sozialismus“. In vielerlei Hinsicht war der „Aufbau des Sozialismus in einem Land“ in der Sowjetunion ein Vorbild, ohne dass Bose im streng ideologischen Sinne Marxist oder Kommunist gewesen wäre.
Bose rief zum Widerstand gegen die Inanspruchnahme indischer Ressourcen für die Kriegsanstrengungen des Britischen Empire auf und wurde deswegen zunächst inhaftiert und später unter Hausarrest gestellt. Er konnte sich seinen Bewachern jedoch entziehen und floh über die Grenze nach Afghanistan zunächst in die Sowjetunion, wo er jedoch keine Unterstützung fand und später in das nationalsozialistische Deutschland, von wo aus er Propaganda für ein freies Indien betrieb und indische Soldaten der britischen Armee, die in deutsche Kriegsgefangenschaft geraten waren, für den Einsatz gegen die Briten rekrutierte (Legion Freies Indien). Später setzte er diese Aktivitäten von Japan aus mit japanischer Unterstützung fort. Bose kam gegen Kriegsende 1945 bei einem Flugzeugabsturz, dessen Umstände nicht genau geklärt wurden und deshalb Anlass zu Spekulationen gaben, er sei ermordet worden, ums Leben. Der AIFB wurde am 23. Juni 1942 in Indien durch die Briten verboten, wirkte jedoch in der Illegalität fort.
Nach Kriegsende verstärkte der AIFB seine Aktivitäten, anfangs noch aus der Illegalität heraus. Im Gegensatz zur Kongresspartei sprach sich der AIFB entschieden gegen die Teilung Indiens aus. Den Jahrestag der Unabhängigkeit (15. August 1947) begingen die AIFB-Anhänger als nationalen Trauertag. Nach der indischen Unabhängigkeit 1947 war der AIFB von inneren ideologischen Differenzen betroffen. Zum einen standen sich Sozialisten streng marxistisch-kommunistischer Prägung und zum anderen „Subhashisten“, die einen weniger ideologisch geprägten Sozialismus mit indisch-nationalistischen und spiritualistischen Elementen vertraten, gegenüber. In den indischen Parlamentswahlen seit 1952 bis heute kam der AIFB nie über den Rang einer kleinen Splitterpartei hinaus. Im indischen Parlament war er nie mit mehr als 10 Mandatsträgern (von 400 bis 545 Abgeordneten) vertreten. Regionale Bedeutung erlangte die Partei nur im Bundesstaat Westbengalen, wo sie bei Wahlen meist Wahlabsprachen mit den Kommunistischen Parteien trifft. Seit 2005 ist Comrade N. Velappan Nair Parteivorsitzender.
Bis heute pflegt die Partei ein ausgeprägt marxistisches klassenkämpferisches Vokabular und hält die Erinnerung an ihren Parteigründer Netaji Subhash Chandra Bose hoch.